# Labeatis Catenae
Labeatis Catenae una formació geològica del tipus catena del quadrangle Tharsis de Mart, situat amb coordenades planetocèntriques a 20.5 ° latitud N i 268.34 ° longitud E. Té un diàmetre de 220.6 km i va rebre el nom d'una característica clàssica d’albedo. El nom va ser fet oficial per la UAI l'any 1988. El terme "Catena" fa referència a una cadena de cràters.